# Sewanawank

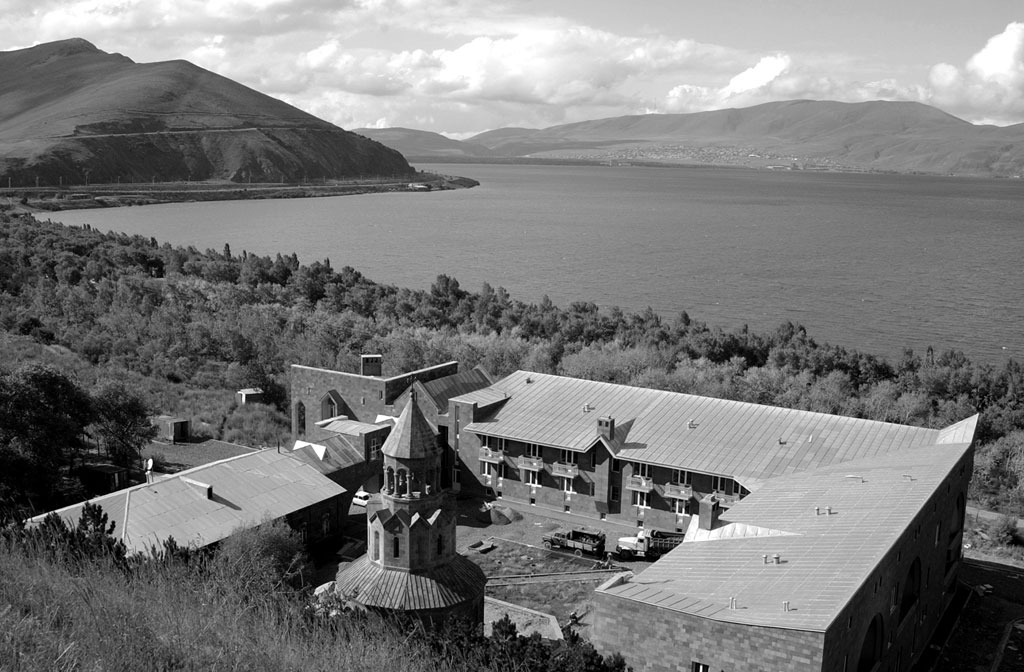
Priesterseminar

Sewanawank (armenisch Սևանավանք, „Sewankloster“) ist ein Kloster am nordwestlichen Ufer des Sewansees in der armenischen Provinz Gegharkunik, unweit der Stadt Sewan.
Das Kloster stand auf der bis zum Ende des 8. Jahrhunderts unbewohnten Sewaninsel. Erst die massive Ableitung des Seewassers für landwirtschaftliche Bewässerungsprojekte während der Sowjetzeit und der dadurch stark reduzierte Wasserpegel machten aus der einstigen Insel die heutige Halbinsel.

## Geschichte

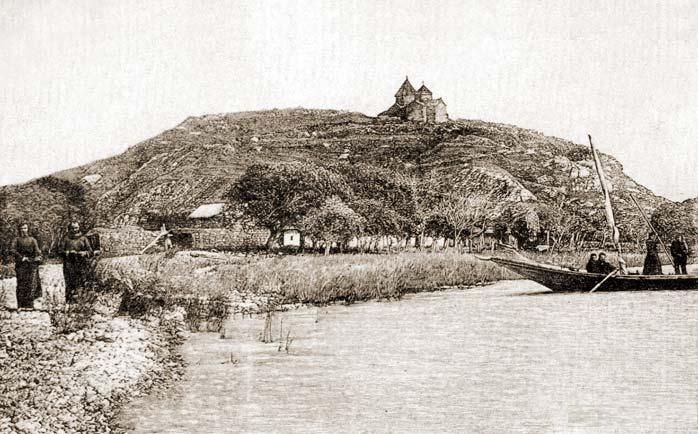
Insel und Kloster Sewanawank im 19. Jahrhundert (Paris, 1869, T. Deyrolle)

Das Kloster wurde, laut einer Inschrift in der kleineren der beiden Kirchen, im Jahr 874 (871) durch die Fürstin Mariam, Tochter des „Fürsten der Fürsten“ (ab 862, 884–890 König) Aschot Bagratuni und Witwe des Regionalfürsten Vasak Gabor von Gegharkunik in Sjunik (reg. 851–859), gegründet und mit Gütern ausgestattet. An der Stelle einer um 701/02 durch Muhammad ibn Marwan zerstörten Festung hatten einige Mönche bereits um das Jahr 800 eine Kapelle und einige Zellen erbaut. Gründungsabt des Fürstenklosters wurde der Mönch und spätere Katholikos Maschtoz. 883 schenkte Aschot Bagratuni dem Kloster eine von Kaiser Basileios I. erhaltene  Kreuzreliquie mit kostbarer Staurothek sowie zahlreiche weitere Ländereien.
Kern des Klosters waren drei kleine um das Jahr 874 geweihte Kirchen, von denen heute noch zwei bestehen (Surb Arakelots und Surb Astvatsatsin). Um diese waren die anderen Klosterbauten (Bibliothek, Schule, Wohngebäude usw.) gruppiert, von denen heute nichts geblieben ist. Sewanawank war, im Gegensatz zu fast allen anderen armenischen Klöstern, von keiner Wehrmauer umgeben, da die Insellage dies nicht erforderlich machte. Das Leben im Kloster war streng, denn das Kloster war für Mönche aus Etschmiadsin bestimmt, die dort gesündigt hatten, sowie für armenische Adlige, die in Ungnade gefallen waren. Der französische Kaukasusforscher Jean-Marie Chopin besuchte Sewanawank im Jahr 1830 und berichtete, dass es dort weder Fleisch noch Wein, Jugendliche oder Frauen gab. Ein anderer Forschungsreisender berichtete im Jahr 1850, dass man noch immer Manuskripte handschriftlich kopierte. Sewanawank diente Ašot Bagratuni auch als Zuflucht und Basis während seiner Kämpfe gegen arabische Invasoren, und Priester und Mönche kämpften auf der armenischen Seite sowohl gegen wiederholte Angriffe der Araber als auch der Osmanen. Die Mönche von Sewanawank waren bekannt für ihre Heilkunde, die auf den um den See wachsenden Pflanzen basierte, und einige ihrer Naturrezepte sind noch heute in Gebrauch.
Das Kloster war über Jahrhunderte ein Wallfahrtsort und bestand als solcher bis 1930, als die letzten Mönche während der Stalinzeit den Ort verlassen mussten. Heute wird die Anlage von der Armenischen Apostolischen Kirche unterhalten, die am nördlichen Ende der Halbinsel ein Priesterseminar betreibt.

## Heutiger Zustand
Die beiden Kirchen, Surb Arakelots („Heilige Apostel“) und Surb Astvatsatsin („Mutter Gottes“), haben kreuzförmigen Grundriss mit oktogonalem Tambour über dem Zentrum, in traditionell armenischer Kirchenarchitektur. Auf dem Tambour sitzt eine konische Kuppel, mit konischen Trompen, außen durchgestaltet in Form eines Prismas mit oktogonaler Turmpyramide. Der Innenraum beider Kirchen ist auf der Westseite rechteckig, während die drei anderen Arme des Kreuzes halbkreisförmige Apsiden bilden. Die südöstlich von Surb Arakelots stehende Surb Astvatsatsin ist mit etwa 12 × 15 Meter Grundriss etwas größer als Surb Arakelots mit ihren 8 × 10 Meter und wurde wohl erst nach Surb Arakelots erbaut. Auch enthält sie eine kleine, später angebaute Seitenkapelle sowie mehrere Nebenräume an den beiden Enden der Nordseite. Direkt westlich der Surb Astvatsatsin befinden sich die Reste eines im 9. oder 10. Jahrhundert an die Kirche angebauten quadratischen Gawits (Vorhalle), durch den man die Kirche betrat und dessen Dach einst von sechs hölzernen Säulen getragen wurde. Reste des Gawits und zwei der hölzernen Säulenkapitelle befinden sich heute im Historischen Museum in Jerewan, ebenso wie mehrere geschnitzte Türen aus dem Kloster aus der Zeit vom 12. bis zum 16. Jahrhundert. Innerhalb der Gawit-Grundmauern stehen eine Anzahl eindrucksvoller Chatschkare, kunstvoll behauener Steine mit einem Kreuz in der Mitte.

## Sewanhalbhinsel
Am Südufer der heutigen Halbinsel steht das markante Schriftstellerhaus am Sewansee. An der Ostspitze befindet sich die Sommerresidenz des Präsidenten von Armenien. Auf Grund guter Straßen- und Bahnverbindungen mit der Hauptstadt Jerewan, der bedeutsamen Bauwerke und der landschaftlich malerischen Lage ist die Halbinsel ein vielbesuchter Ort.

## Bilder

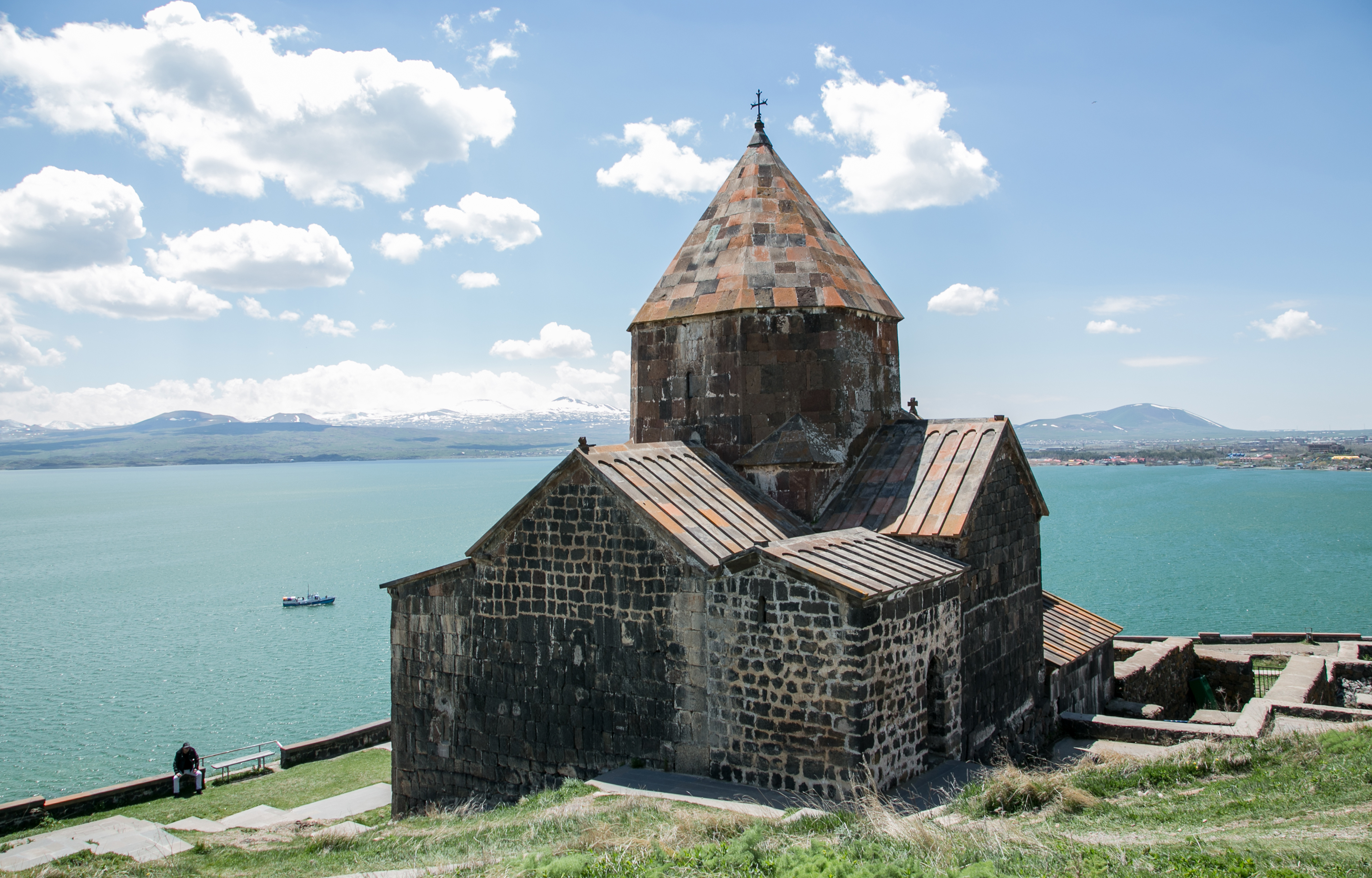
Kirche Surb Arakelots
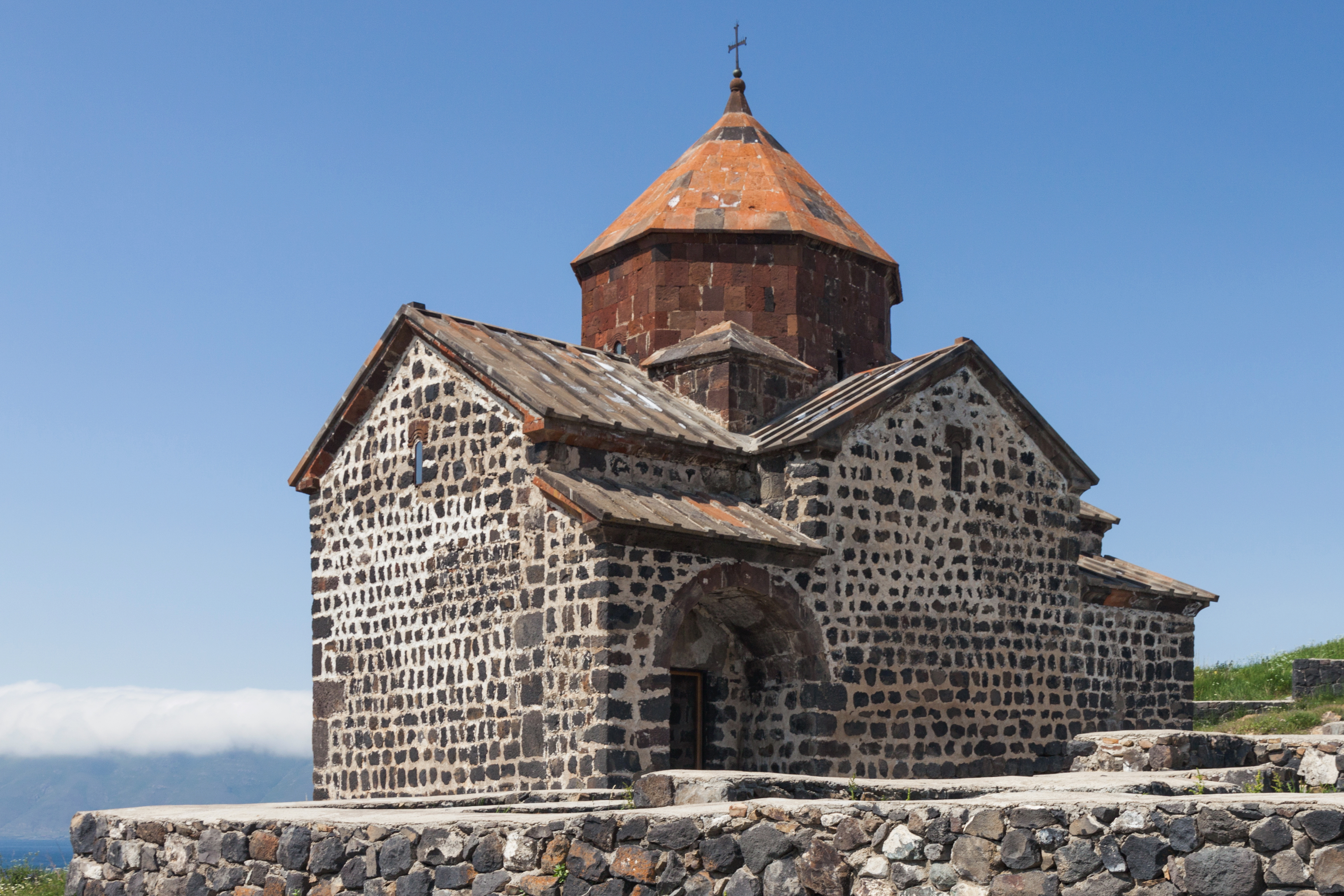
Kirche Surb Astvatsatsin
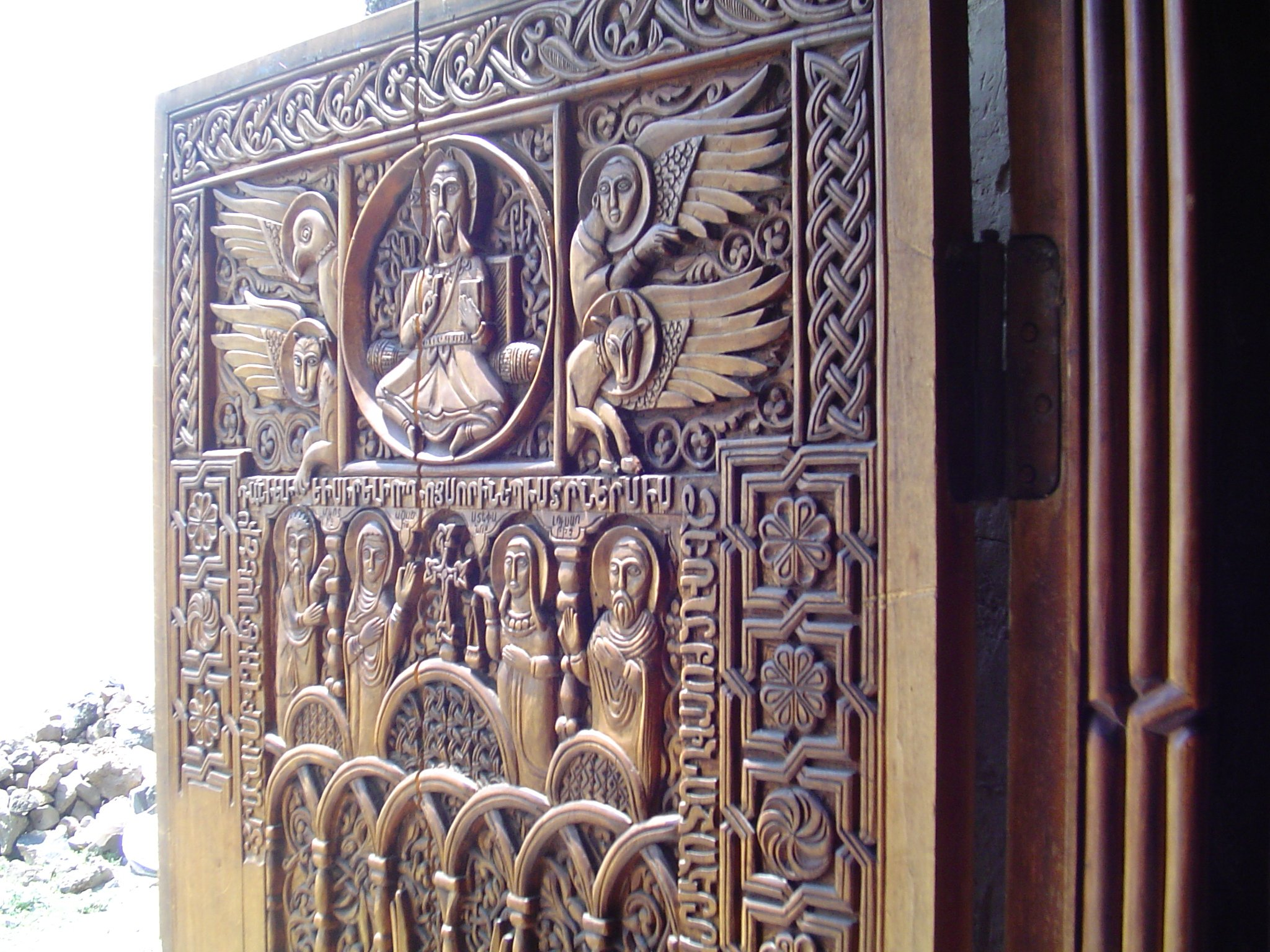
Tür der Kirche Surb Arakelots
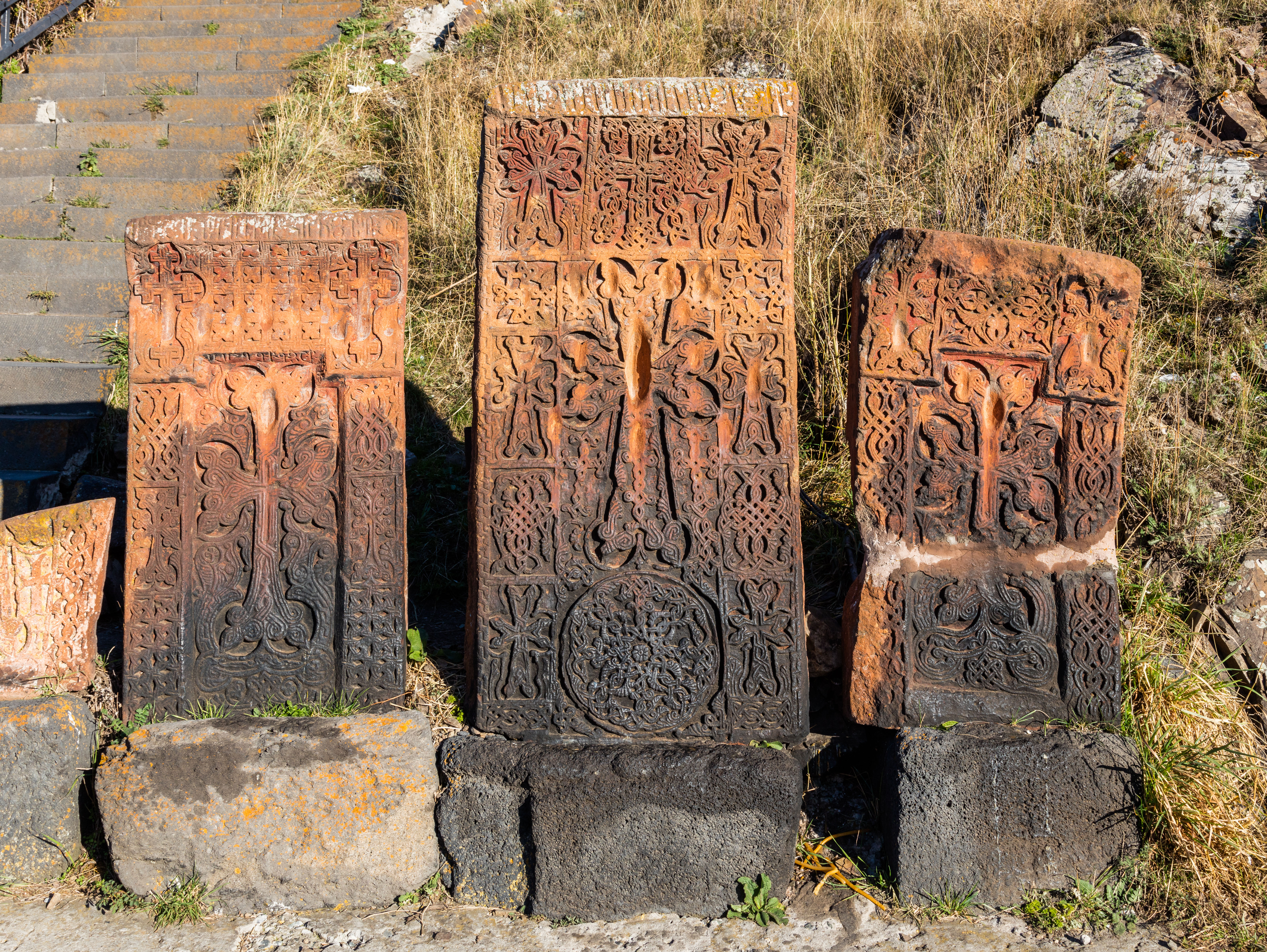
Chatschkar
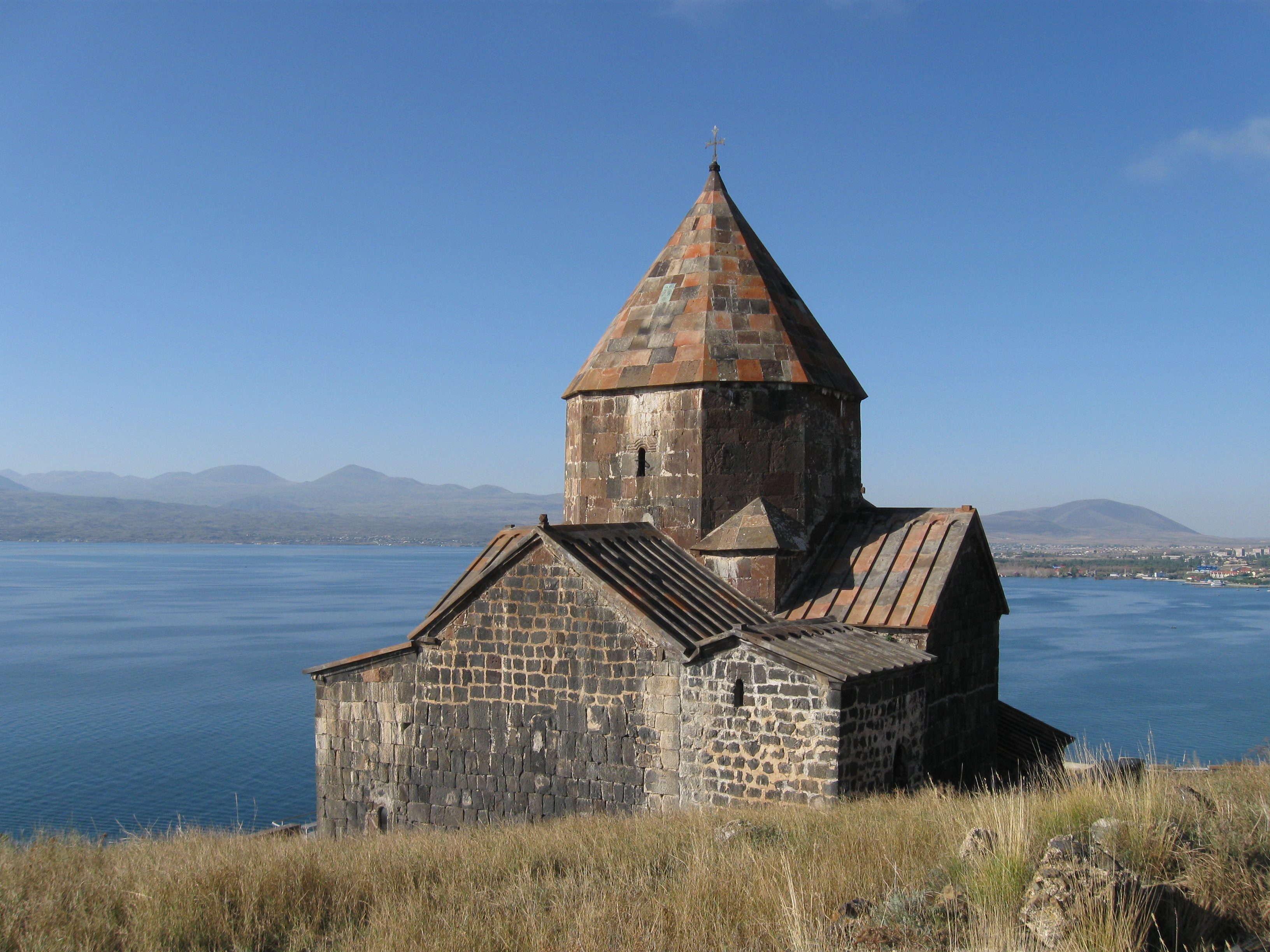
Surb Arakelots mit Sewansee und Geghama-Gebirge (links) im Hintergrund
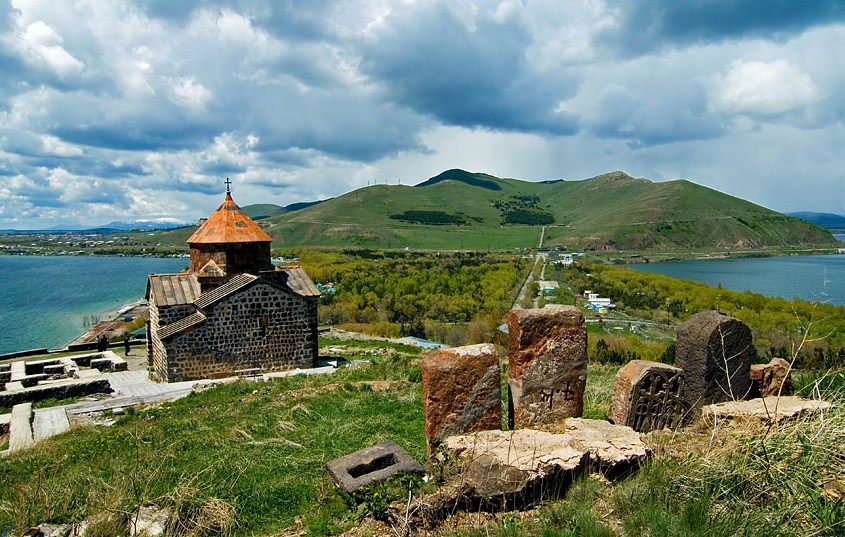
Halbinsel Sewanawank
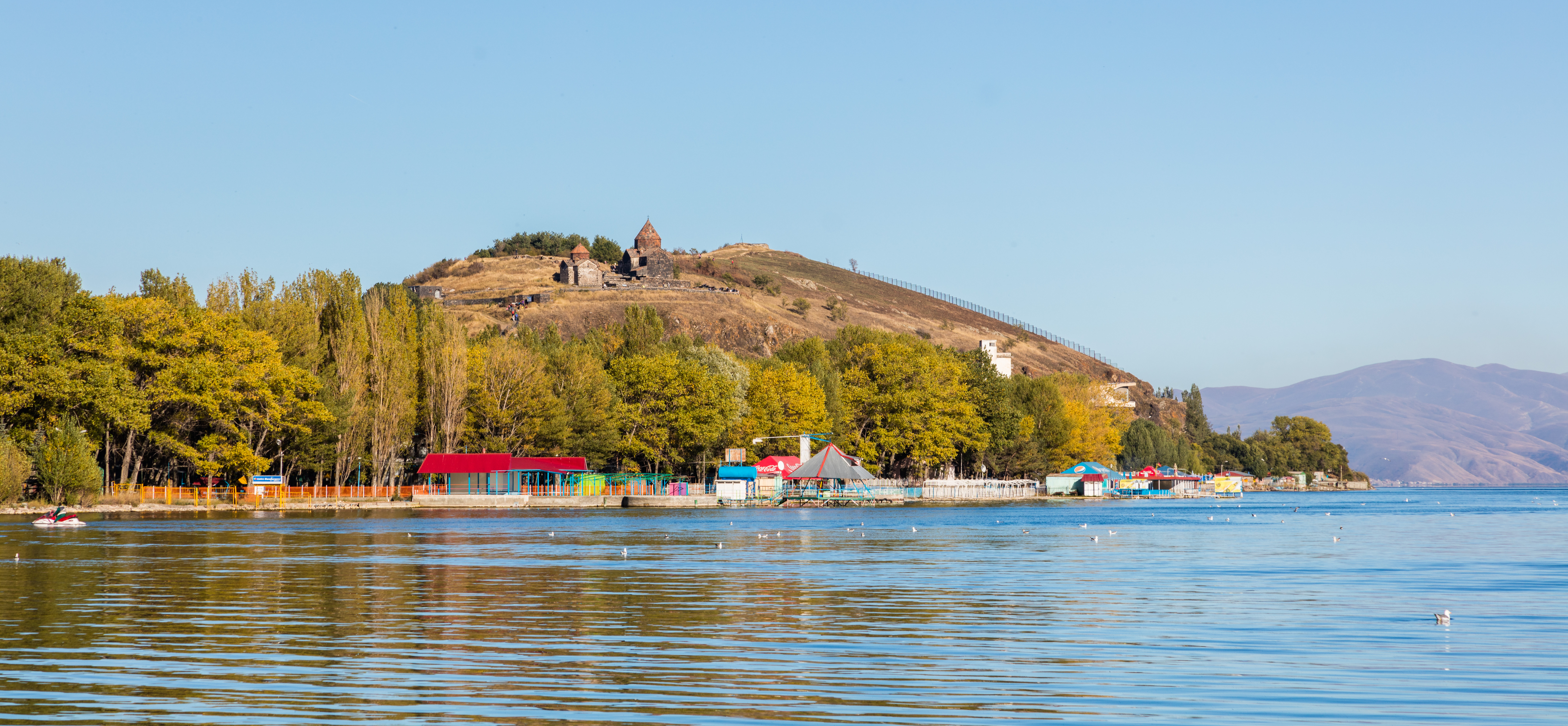
Sewanawank von weitem
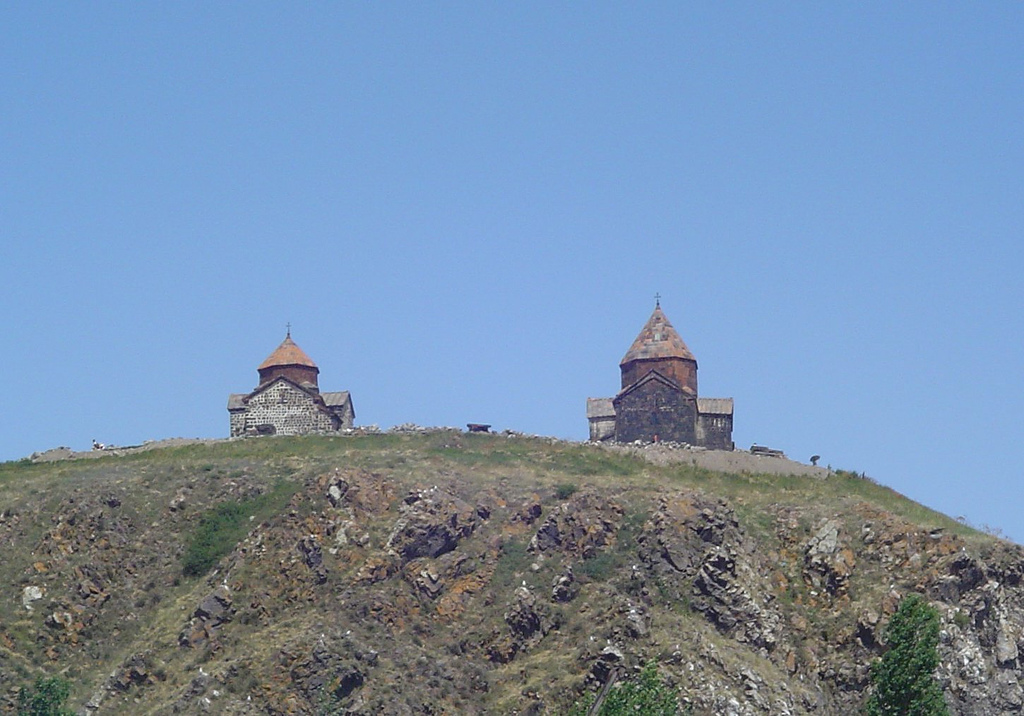
Sewanawank vom See aus gesehen
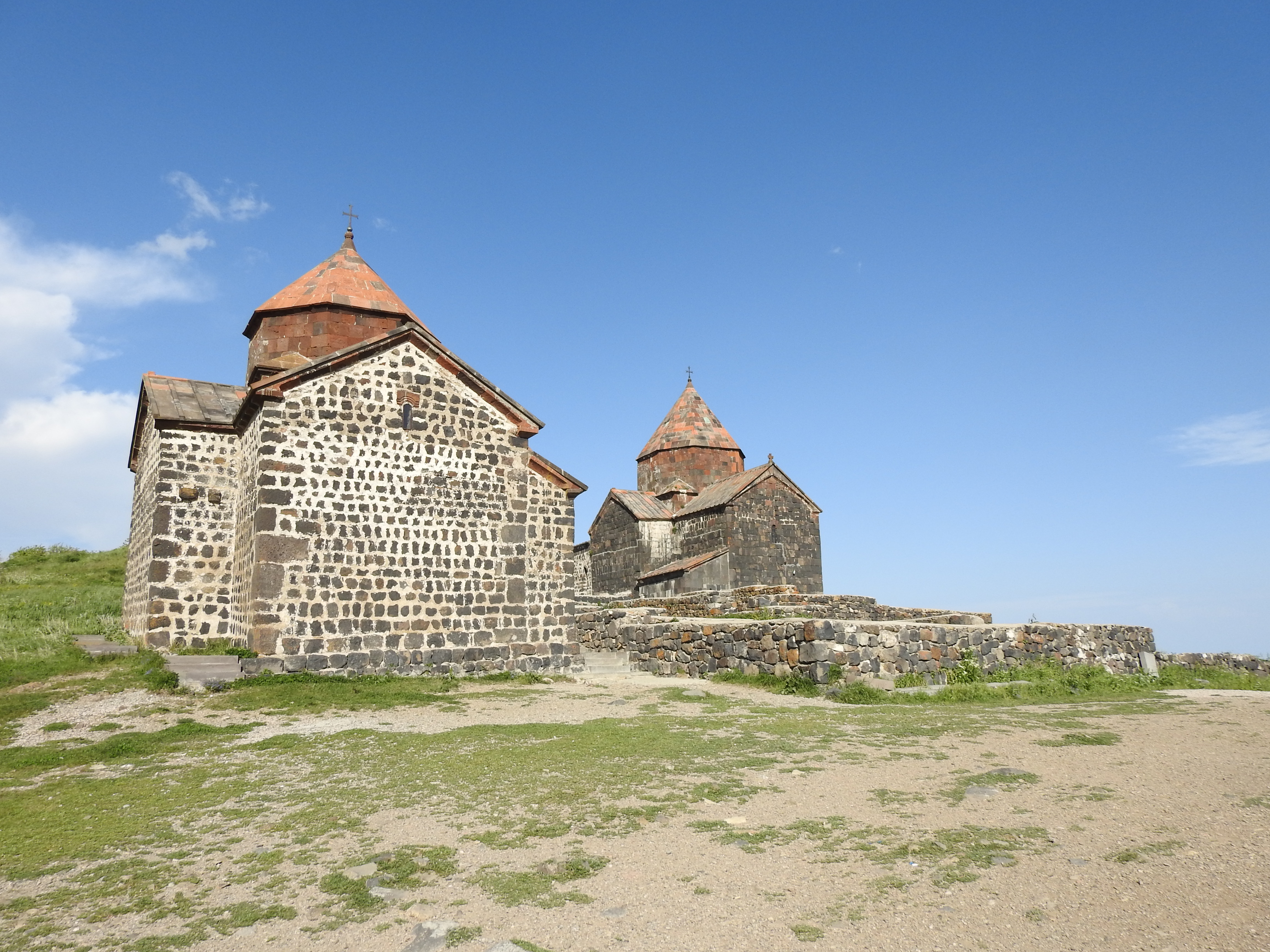
Kirchen Surb Arakelots und Surb Astvatsatsin